# Mikael Samuelsson
Mikael Samuelsson (* 23. prosince 1976) je bývalý švédský profesionální hokejista, který naposledy působil ve švédské lize, kde nastupoval za tým Djurgårdens IF Hockey. Hrál na pozici útočníka. Je vysoký 188 centimetrů, váží 89 kilogramů.
Mikael Samuelsson zahájil svou profesionální kariéru v roce 1996 v týmu švédské ligy Södertälje SK, kde hrál také v době výluky NHL v sezóně 2004–05. V roce 1998 byl draftován jako číslo 145 do týmu San Jose Sharks, kde začal hrát v roce 2000. Kromě Sharks v NHL vystřídal ještě New York Rangers, Pittsburgh Penguins, Florida Panthers, Detroit Red Wings a Vancouver Canucks. Se švédskou reprezentací získal Mikael Samuelsson zlatou olympijskou medaili v roce 2006 v Turíně. V tomtéž roce získal též titul mistra světa. Je členem Triple Gold Clubu, jenž sdružuje hráče, kteří vyhráli všechny tři hlavní hokejové turnaje (Stanley Cup, olympijské hry a mistrovství světa).
Kariéru ukončil v březnu 2015.

## Hrál za tyto kluby
- 1996-97 Södertälje SK
- 1997-98 Södertälje SK
- 1998-99 Frölunda Indians
- 1999-00 Brynäs IF
- 2000-01 Kentucky Thoroughblades, San Jose Sharks
- 2001-02 New York Rangers, Hartford Wolf Pack
- 2002-03 New York Rangers, Pittsburgh Penguins
- 2003-04 Florida Panthers
- 2004-05 Servette Geneve, Södertälje SK
- 2005-06 Rapperswil-Jona, Detroit Red Wings
- 2006-07 Detroit Red Wings
- 2007-08 Detroit Red Wings Vítěz Stanley Cupu
- 2008-09 Detroit Red Wings
- 2009-10 Vancouver Canucks
- 2010-11 Vancouver Canucks
- 2011-12 Vancouver Canucks
- 2012-13 Detroit Red Wings
- 2013-14 Detroit Red Wings
- 2014-15 Djurgarden Stockholm
- konec hokejové kariéry